# 俞樾墓
30°13′52″N 120°07′32″E / 30.23111°N 120.12556°E
俞樾墓位于中国浙江省杭州市西湖区三台山，是清末俞樾的墓，1987年被列为杭州市文物保护单位。
俞樾墓坐西朝东，原由块石砌成，筑有牌坊，后毁，1978年后修复。现墓高2米余，背后为岩石砌成半圆形拱墙。